# 黃文傑 (商人)
黃文傑，MH（1941年—2017年10月11日），香港上市公司進智公共交通控股有限公司（港交所：0077）主席，有「小巴大王」之稱。他亦曾經是南區區議會香港仔選區民選議員。

## 簡歷
黃文傑於1970年起經營往來香港仔與香港島北岸的公共小巴業務。1974年，運輸署設立綠色專線小巴制度，黃文傑成立香港仔專線小巴公司，經營香港仔至銅鑼灣以及壽山村至中環的專線小巴，生意其後愈做愈大。2004年，香港仔專線小巴公司以進智公交的名稱在香港交易所掛牌上市，現時營運32條專線小巴路線。
此外，黃文傑於2007年購入華景山莊兩條專線小巴97、97A的營辦商大叁有限公司的控股權，當時由於進智公交董事會以有關路線盈利能力成疑為由，拒絕以集團名義收購大叁有限公司，但他獲准以其他實體投資、參與及從事該「受限制活動」。故此該兩條路線不屬進智公交旗下，但路線站牌、資料等格式則採用進智公交專線小巴路線相同的格式。但黃文傑於2011年決定放棄營運該兩條路線，並已通知運輸署將於2011年9月24日起停止該兩條小巴路線的服務。運輸署曾與大叁有限公司商討繼續營辦及邀請其他營辦商接辦該兩條路線，但沒有新營辦商願意接辦，大叁已同意97A線營運至2012年3月24日。現時運輸署將按有關路線現行要求重新招標，但不再將兩路線綑綁在一起招標。
另一方面，黃文傑積極參予地區工作，並自1988年起擔任南區區議會香港仔選區民選議員，多數選舉中均在無競爭對手下自動當選。1999年選舉中，他曾以自由黨身份參選，但在2003年選舉中恢復獨立身份。2007年，他決定不再連任，改為支持其子黃靈新參選。
黃文傑於2017年10月11日因病與世長辭，享年七十六歲。

## 馬主生涯
黃文傑、黃靈新父子是香港賽馬會的會員，自2009/2010年度開始馬主生涯，名下馬匹包括「深智能業」、「智能」。

## 資料來源及註釋
1. 香港選舉資料匯編：1982年-1994年，雷競璇 沈國祥編 1995年出版 ISBN 962-441-519-6 （页面存档备份，存于）
2. ↑  新界專線小巴97系消息 （页面存档备份，存于），HKITALK.NET
3. ↑  . www.amspt.com.   [2017-10-12]. （原始内容存档于2008-07-30）.

| 議會席位    | 議會席位                                                      | 議會席位      |
| ----------- | ------------------------------------------------------------- | ------------- |
| 前任： 首任 | 南區區議會 香港仔及海港選區區議員 1988年3月11日—1994年9月30日 | 選區重組      |
| 前任： 首任 | 南區區議會 香田選區區議員 1994年10月1日—1999年12月31日        | 選區重組      |
| 前任： 首任 | 南區區議會 香港仔選區區議員 2000年1月1日—2007年12月31日       | 繼任： 黃靈新 |